# Temple mormon de Seattle
Le temple mormon de Seattle est un temple de l’Église de Jésus-Christ des saints des derniers jours situé à Bellevue, dans les environs de Seattle, dans l’État de Washington, aux États-Unis. Il a été inauguré le 17 novembre 1980.